# Aeroportul Al Ghaydah
Aeroportul Al Ghaydah (IATA: AAY, ICAO: OYGD) este un aeroport din Al Ghaydah District⁠(d), Guvernoratul Al Mahrah, Yemen ce deservește zona Al Ghaydah. A fost numit după zona deservită.
Situat la o altitudine de 41 m, aeroportul dispune de o singură pistă.